# Euphorbia pulvinata
Euphorbia pulvinata ist eine Pflanzenart aus der Gattung Wolfsmilch (Euphorbia) in der Familie der Wolfsmilchgewächse (Euphorbiaceae).

## Beschreibung
Die sukkulente Euphorbia pulvinata wächst als kleiner, zweihäusiger Strauch mit sehr vielen, eng stehenden Trieben und bildet so Polster von bis zu 1,5 Meter Durchmesser. Die einfachen und an der Spitze abgerundeten Triebe werden 2,5 bis 15 Zentimeter lang und bis 3,3 Zentimeter dick. Sie besitzen 7 bis 10 Rippen, auf denen rundliche Warzen vorhanden sind, die durch horizontale Furchen getrennt werden. Es werden vergängliche, linealische Blätter ausgebildet, die 2 bis 30 Millimeter lang sind.
Die einzelnen, dornenartigen und zerstreut stehenden Blütenstiele haben einen Abstand von bis zu 12 Millimeter untereinander. Sie sind rot gefärbt und werden später grün. An den Stielen werden sehr kleine und vergängliche Tragblätter ausgebildet. Die einzelnen und nahezu sitzenden Cyathien sind in Büscheln an den Triebspitzen gruppiert. Sie werden etwa 5 Millimeter groß. Es werden 5 bis 6 längliche Nektardrüsen ausgebildet, die purpurn gefärbt sind. Die stumpf gelappte Frucht wird etwa 4,5 Millimeter groß und ist sitzend. Der eiförmige Samen hat eine glatte Oberfläche.

## Verbreitung und Systematik
Euphorbia pulvinata ist in Südafrika in den Provinzen Ostkap und Freistaat, bis nach Lesotho und weiter nördlich auf Felsen weit verbreitet.
Die Erstbeschreibung der Art erfolgte 1909 durch Rudolf Marloth.